# Érika Cristiano dos Santos
Érika Cristiano dos Santos, comunemente nota come Érika (San Paolo, 4 febbraio 1988), è una calciatrice brasiliana, difensore del Corinthians.

## Carriera

### Club
Prima di essere scelta dal FC Gold Pride durante il WPS International Draft del 2008, Érika giocava nel Santos Futebol Clube. Nonostante abbia giocato 7 partite nell'FC Gold Pride, Érika fu ritenuta da Albertin Montoya sopra ai risultati attesi al termine della stagione.
Nell'estate 2015 Érika decide di affrontare il suo secondo campionato estero in carriera sottoscrivendo un contratto biennale con il Paris Saint-Germain per giocare in Europa in Division 1 Féminine, massimo livello del campionato francese. Alla sua seconda stagione, la 2016-2017 di D1, con la maglia del PSV il 10 dicembre 2016, nella partita con il FCF Juvisy, Érika è vittima di un grave infortunio che la costringe a un lungo periodo di riabilitazione, incidente che porta a una risoluzione anticipata e consensuale del contratto per permettere all'atleta il ritorno in Brasile per la convalescenza. Érika si congeda dalla società parigina con un tabellino personale di 7 reti su 29 incontri di campionato, alle quali si aggiungono i 5 incontri e la rete siglata in Coupe de France féminine nellqa stagione 2015-2016, la sola giocata dalla brasiliana, e i 12 incontri nelle due stagioni di UEFA Women's Champions League, la 2015-2016 e la 2016-2017..
Dopo aver rescisso il contratto con il Paris Saint-Germain di comune accordo nel gennaio 2017, a luglio dello stesso anno ha firmato un contratto annuale nuovamente con il Paris Saint-Germain. Al termine della stagione 2017-2018 la società parigina non ha rinnovato il contratto annuale con la brasiliana.
Nel 2018 è tornata in Brasile firmando un contratto con il Corinthians facendo il suo esordio con la maglia delle Timão l'8 settembre 2018, nell'incontro vinto sul Taubaté per 2-1, partita valida per il Campeonato Paulista Feminino 2018.

### Nazionale
Érika ha rappresentato il Brasile sia a livello di under 21 che di nazionale maggiore.

#### Controversie
Fece parte della nazionale brasiliana che nel 2011 partecipò alla coppa del mondo, e proprio durante questa competizione è stata coinvolta in un caso discusso, verso la fine della partita giocata contro gli Stati Uniti. Al 115º minuto di gioco, a pochi minuti dalla fine, Erika è improvvisamente crollata a terra mostrando un enorme dolore alla schiena. Dopo essere stata soccorsa ed essere stata portata fuori dal campo su una barella, si è subito rialzata ricominciando a correre, stringendosi la schiena. Questo ha generato discussioni tra gli analisti sportivi riguardo alla veridicità del suo infortunio, e alcuni la accusarono di aver finto il malore per bloccare un contropiede statunitense. Come risultato della perdita di tempo, l'arbitro Jacqui Melksham la ammonì aggiungendo 3 minuti al tempo di gioco, durante i quali gli Stati Uniti segnarono il gol del pareggio, per poi vincere ai rigori.

## Statistiche

### Presenze e reti nei club
Aggiornate al 21 ottobre 2024
| Stagione           | Squadra             | Campionato         | Campionato | Campionato | Coppe nazionali | Coppe nazionali | Coppe nazionali | Coppe continentali | Coppe continentali | Coppe continentali | Altre coppe | Altre coppe | Altre coppe | Totale | Totale |
| Stagione           | Squadra             | Comp               | Pres       | Reti       | Comp            | Pres            | Reti            | Comp               | Pres               | Reti               | Comp        | Pres        | Reti        | Pres   | Reti   |
| ------------------ | ------------------- | ------------------ | ---------- | ---------- | --------------- | --------------- | --------------- | ------------------ | ------------------ | ------------------ | ----------- | ----------- | ----------- | ------ | ------ |
| 2003               | Juventus-SP         | -                  | -          | -          | -               | -               | -               | -                  | -                  | -                  | -           | -           | -           | ?      | ?      |
| 2004               | Juventus-SP         | -                  | -          | -          | -               | -               | -               | -                  | -                  | -                  | -           | -           | -           | ?      | ?      |
| 2005               | Santos              | -                  | -          | -          | -               | -               | -               | -                  | -                  | -                  | -           | -           | -           | ?      | ?      |
| 2006               | Santos              | -                  | -          | -          | -               | -               | -               | -                  | -                  | -                  | -           | -           | -           | ?      | ?      |
| 2007               | Santos              | -                  | -          | -          | CB              | ?               | ?               | -                  | -                  | -                  | -           | -           | -           | ?      | ?      |
| 2008               | Santos              | -                  | -          | -          | CB              | ?               | ?               | -                  | -                  | -                  | -           | -           | -           | ?      | ?      |
| 2009               | FC Gold Pride       | WPS                | 7          | 5          | -               | -               | -               | -                  | -                  | -                  | -           | -           | -           | 7      | 5      |
| 2009               | Santos              | -                  | -          | -          | CB              | 5               | 0               | -                  | -                  | -                  | -           | -           | -           | 5      | 0      |
| 2010               | Foz Cataratas       | -                  | -          | -          | CB              | ?               | ?               | -                  | -                  | -                  | -           | -           | -           | ?      | ?      |
| 2011               | Santos              | -                  | -          | -          | CB              | ?               | ?               | -                  | -                  | -                  | -           | -           | -           | ?      | ?      |
| 2012               | Centro Olímpico     | -                  | -          | -          | CB              | ?               | ?               | -                  | -                  | -                  | -           | -           | -           | ?      | ?      |
| 2013               | Centro Olímpico     | CBF                | ?          | ?          | CB              | ?               | ?               | -                  | -                  | -                  | -           | -           | -           | ?      | ?      |
| 2014               | Centro Olímpico     | CBF                | 11         | 1          | CB              | ?               | ?               | -                  | -                  | -                  | -           | -           | -           | 11     | 1      |
| 2015-2016          | Paris Saint-Germain | D1                 | 21         | 4          | CF              | 5               | 1               | UWCL               | 8                  | 0                  | -           | -           | -           | 34     | 5      |
| 2016-2017          | Paris Saint-Germain | D1                 | 8          | 3          | CF              | -               | -               | UWCL               | 4                  | 0                  | -           | -           | -           | 12     | 3      |
| 2017-2018          | Paris Saint-Germain | D1                 | 16         | 1          | CF              | 5               | 0               | -                  | -                  | -                  | -           | -           | -           | 21     | 1      |
| Totale Paris SG    | Totale Paris SG     | Totale Paris SG    | 45         | 8          | -               | 10              | 1               | -                  | 12                 | 0                  | -           | -           | -           | 67     | 9      |
| 2018               | Corinthians         | CB                 | 3          | 0          | -               | -               | -               | -                  | -                  | -                  | -           | -           | -           | 3      | 0      |
| 2019               | Corinthians         | CB                 | 13         | 2          | -               | -               | -               | CLib               | 4                  | 1                  | -           | -           | -           | 17     | 3      |
| 2020               | Corinthians         | CB                 | 17         | 3          | -               | -               | -               | -                  | -                  | -                  | -           | -           | -           | 17     | 3      |
| 2021               | Corinthians         | CB                 | 14         | 2          | -               | -               | -               | CLib               | 2                  | 1                  | -           | -           | -           | 16+    | 3+     |
| 2022               | Corinthians         | CB                 | -          | -          | -               | -               | -               | CLib               | 4                  | 0                  | SB          | -           | -           | 4+     | 0+     |
| 2023               | Corinthians         | CB                 | 0          | 0          | -               | -               | -               | CLib               | -                  | -                  | SB          | ?           | ?           | ?      | ?      |
| 2024               | Corinthians         | CB                 | 9          | 3          | -               | -               | -               | CLib               | 6                  | 1                  | SB          | ?           | ?           | 15+    | 4+     |
| Totale Corinthians | Totale Corinthians  | Totale Corinthians | 56         | 10         | -               | -               | -               | -                  | 16                 | 3                  | -           | ?           | ?           | 68+    | 12+    |
| Totale carriera    | Totale carriera     | Totale carriera    | 119+       | 24+        | -               | 17+             | 1+              | -                  | 28                 | 3                  | -           | ?           | ?           | 144+   | 28+    |

## Palmarès

### Club

#### Competizioni nazionali
- Campionato brasiliano: 6

Corinthians:  2018, 2020, 2021, 2022, 2023, 2024
- Coppa di Francia: 1

Paris Saint-Germain: 2017-2018
- Supercoppa del Brasile: 3

Corinthians: 2022, 2023, 2024

#### Competizioni statali
- Campionato Paulista: 3

Corinthians: 2019, 2020, 2021
- Coppa Paulista: 1

Corinthians: 2022.

#### Competizioni internazionali
- Coppa Libertadores: 4

Corinthians: 2019, 2021, 2023, 2024

### Nazionale
- Giochi panamericani: 1

2015